# Henryk Zabiełło
Henryk Kazimierz Zabiełło (ur. 5 marca 1785 w Warszawie, zm. 17 stycznia 1850 tamże) – podpułkownik wojsk Księstwa Warszawskiego, szambelan i koniuszy dworu królewskiego, malarz.

## Życiorys
Urodził się w Warszawie w rodzinie Józefa ostatniego hetmana polnego litewskiego I Rzeczypospolitej i jego żony Marianny z Sobolewskich.
W 1809 wstąpił do wojska i dosłużył stopnia podpułkownika. Po kampanii napoleońskiej w 1813 złożył dymisję. W 1815 został mianowany szambelanem, a w 1819 koniuszym dworu polskiego.
W latach dwudziestych osiadł w Warszawie i poświęcił się malarstwu. Wystawiał swoje prace w latach 1819, 1821, 1823 i 1825. Udzielał się charytatywnie oraz wspierał bractwo św. Rocha. Postać jego brano jako pierwowzór postaci Hrabiego z „Pana Tadeusza” A. Mickiewicza.
Ożenił się ze swoją kuzynką Gabrielą Gutakowską, nie mieli dzieci. Zmarł 17 stycznia 1850 w Warszawie i pochowany został w katakumbach kościoła św. Krzyża w Warszawie.